# Бајчићи
Бајчићи су насељено место у саставу града Крка, у Приморској-горанској жупанији, Република Хрватска.

## Географија
Бајчићи су удаљени од Малинске око 6 км, а од Крка, којему административно припадају, 9 км.
У близини села је брдо Врх (238 м) који штити Бајчиће, али и читав западни део отока Крка од буре. По томе је и тај крај добио назив (Шотовенто-тал. испод ветра, заветрина).

## Историја
Иако је Шотовенто било насељено још у антици, насељеност је у средњем веку била врло слаба. Тај су крај искориштавали становници града Крка за сечу дрва и пољопривреду, нарочито сточарство.
Средином 15. ст. Иван VII Франкопан населио је на подручје Шотовента 200-тињак влашких породица с Велебита. У вези с тим насељавањем је и постанак већег дела данашњих села Шотовента па и Бајчића. Ти су Власи говорили посебним језиком, крчкорумуњским језиком, који је кроз вековима поступно потискивало чакавско наречје којим се данас у том крају говори. Посљедњи говорник тог романског, крчкорумуњског језика био је Мате Бајчић Гашповић из Пољица који је умро 1875. године.

## Становништво
Према попису становништва из 2011. године, насеље Бајчићи је имало 131 становника.
| Демографија | Демографија | Демографија |
| Година      | Становника  | Становника  |
| ----------- | ----------- | ----------- |
| 1948.       | 180         |             |
| 1953.       | 168         |             |
| 1961.       | 131         |             |
| 1971.       | 112         |             |
| 1981.       | 100         |             |
| 1991.       | 114         |             |
| 2001.       | 127         |             |
| 2011.       |             | 131         |